# Sypna albilinea
Sypna albilinea là một loài bướm đêm trong họ Erebidae.